# Mevinfós
El Mevinfós, comercializado bajo el nombre de fantasía Phosdrin o Fosdrín; es un insecticida organofosforado que actúa como un inhibidor de la acetilcolinesterasa, se utiliza para el control de insectos en un amplio rango de cultivos. Su uso más frecuente está relacionado con el control y manejo de insectos masticadores y chupadores, como también de ácaros.

## Manufactura
El mevinfós se produce por la reacción de trimetil fosfito con cloroacetoacetato.